# بییانوئبا دل آرسبیسپو
بییانُوئِبا دِل آرسُبیسپو (به اسپانیایی: Villanueva del Arzobispo) یکی از دهستان‌های استان خائن در کشور اسپانیا است. این شهر با مساحت ۱۷ کیلومتر مربع، ۸۹۴۲ تن جمعیت دارد.